# Некропола са стећцима Црквина у Бјелосављевићима
Некропола са стећцима Црквина је некропола стећака која се налази у насељу Бјелосављевићи на територији општине Соколац. Некропола се налази у непосредној близини магистралног пута Источно Сарајево - Рогатица. Некропола се састоји од већег броја средњовијековних споменика, стећака, као и темеља православне цркве. Током 2008. године, без дозволе Републички завод за заштиту културно историјског и природног насљеђа Републике Српске, Комисије за заштиту споменика БиХ или урбанистичке сагласности, група грађана самоиницијативно, тешком механизацијом оштетила је комплекс цркве и некрополе на локалитету Црквина у Бјелосављевићима.

## Црква
Токок истраживања овог локалитета, пронађени су остаци цркве, од којих највидљивија апсида цркве указују на постојање тробордне базилике, сасвим сигурно кориштене током 15. вијека, али могуће и раније.

## Стећци
На локалитету Црквина, постоји велики број средњовијековних споменика, стећака, који се налазе у цјелини са Црквом и Турбетом, који су такође заштићена непокретна добра Републике Српске.
Око саме цркве током 14. и 15. вијека подигнута је велика некропола под стећцима, данас је видљиво нешто више од 300, али њихов број током 15. вијека прелазио је 500. Број је можда и већи имајући у виду да је приликом недавне деструкције откривен један број стећака који се налазио испод површине. Један дио стећака уништен је приликом градње пута Соколац - Рогатица од стране Аустро-Угарске управе, док је одређен број стећака уништен током година нестручног ископавања овог локалитета. Уништен је и једини стећак са натписом који је гласио „сјече ками Владимир а писа Митро(и)ћ“.